# Roćević
Roćević (cyr. Роћевић) – wieś w Bośni i Hercegowinie, w Republice Serbskiej, w mieście Zvornik. W 2013 roku liczyła 1220 mieszkańców.